# Сырдарьинское
Сырдарьинское (каз. Сырдария) — упразднённое в 1998 году село в Шардаринском районе Туркестанской области Казахстана. Входил на момент упразднения в Сырдарьинский сельский округ как единственный населённый пункт. Включено в черту села Коксу, административного центра Коксуского сельского округа.

## Топоним
Прежнее название — имени 50 лет Октября.
Также имеет варианты названия Сырдарья, Сырдария. Все — транслитерации казахского названия села (аула), восходящее к гидрониму Сырдарья.

## География
Находится в долине реки Сырдарья, примерно в 25 км к северу от районного центра, города Шардара.

## История
В 1998 году упразднено село Сырдарьинское (аул Сырдарья) и Сырдарьинский сельский округ.